# Phallomedusa solida
Phallomedusa solida is een slakkensoort uit de familie van de Amphibolidae. De wetenschappelijke naam van de soort is voor het eerst geldig gepubliceerd in 1878 door Martens.